# تشنغتشونغ الجنوبية (مقاطعة)
مقاطعة تشنغتشونغ الجنوبية (تشنغتشونغ نامدو | بالهانغل: 충청남도 | بالهانجا: 忠清南道 | تختصر إلى تشنغنام) هي مقاطعة في غرب كوريا الجنوبية. شكلت المقاطعة في سنة 1896 من النصف الجنوبي الغربي لمقاطعة تشنغتشونغ السابقة وظلت كمقاطعة كورية حتى التقسيم في سنة 1945، حيث أصبحت جزءاً من كوريا الجنوبية. في سنة 2012 انتقلت العاصمة من دايجون إلى هونغسونغ.

## نظرة عامة
تعتبر مقاطعة تشنغتشونغ الجنوبية أغنى المقاطعات الكورية الجنوبية، حيث يفوق نصيب الفرد فيها من الناتج المحلي الإجمالي ما يقارب من 47,516 دولار وهو مستوى يفوق المستوى الاعتيادي في الولايات المتحدة. كما أن المقاطعة هي من أسرع المناطق نمواً في كوريا الجنوبية، بمعدل نمو في الناتج المحلي الإجمالي يفوق 9.7% ما بين سنتي 2001 و2007 ليصبح 12.4% في سنة 2010. النمو السريع للمقاطعة جعلها تنتقل من الاقتصاد الزراعي إلى الاقتصاد الصناعي في القرن الواحد والعشرين.
مقاطعة تشنغتشونغ الجنوبية هي المقاطعة الوحيدة خارج حدود منطقة العاصمة سول والتي يخدمها الخط الأول من مترو أنفاق سول، كما تجري العديد من المشاريع التي تكلف عدة ملايين دولارات مثل مشروع مدينة آسان الجديد والذي يوجد في محطة تشونان آسان، والذي يربط بين تشونان - أكبر مدن مقاطعة تشنغتشونغ الجنوبية - ومحطة سول في أقل من 30 دقيقة عبر قطار كوريا السريع.

## جغرافية المنطقة

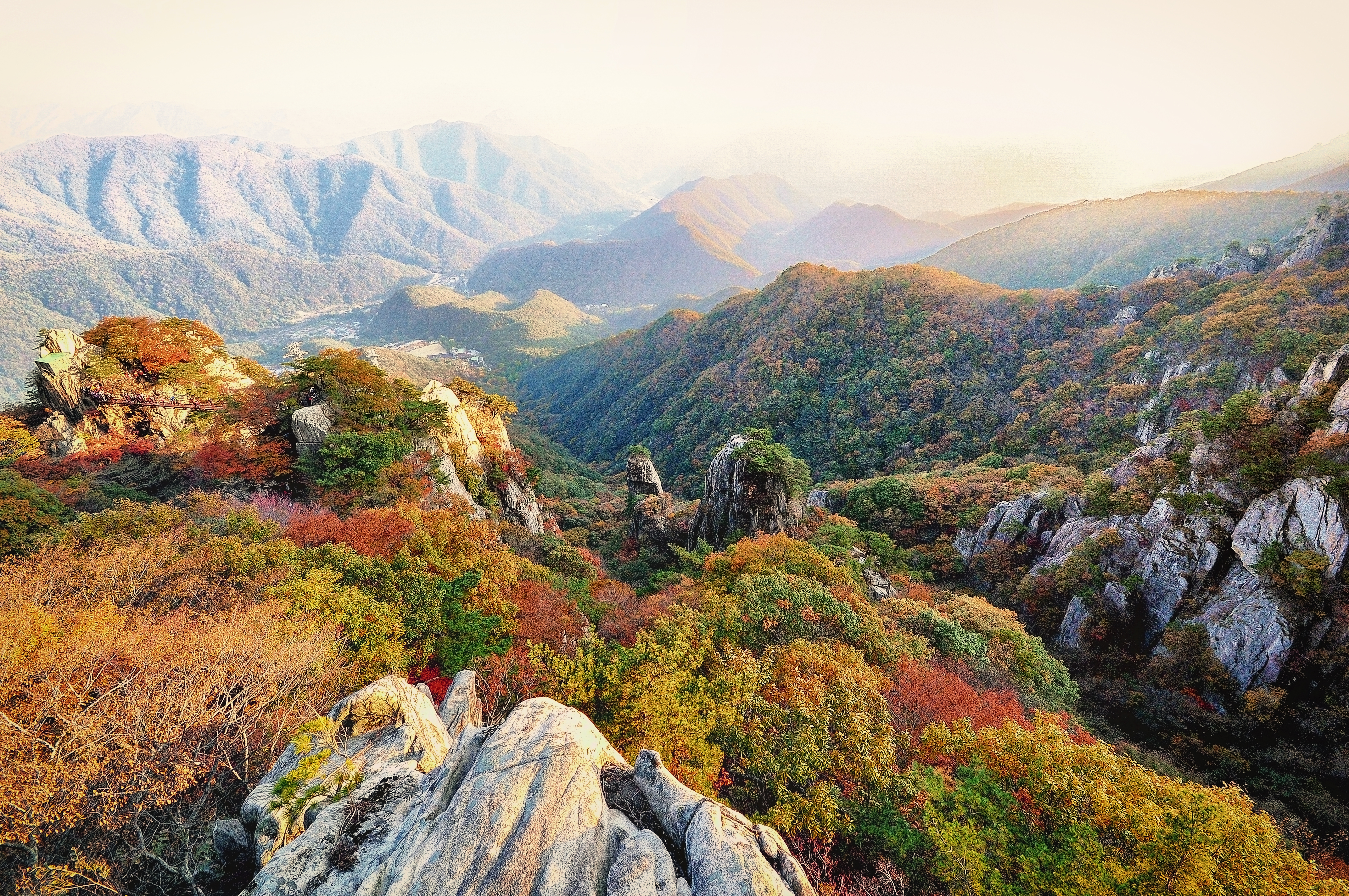
أوراق الخريف الجميلة لجبل ديدونسان

المقاطعة هي جزء من منطقة هوسو، ويحيط بها من الغرب البحر الأصفر، ومن الشمال مقاطعة غيونغي، ومن الجنوب مقاطعة جولا الشمالية، ومن الشرق مقاطعة تشنغتشونغ الشمالية. مساحة المقاطعة تبلغ 8,204 كم مربع.